# Партия регионов (Польша)
Партия регионов (пол. Partia Regionów) — польская непарламентская политическая партия, созданная в декабре 2007 года и зарегистрированная в феврале 2008 года. Партия создана бывшими членами «Самообороны Республики Польша» после того, как на парламентских выборах «Самооборона» не смогла преодолеть пятипроцентный барьер и не получила мест в парламенте.